# Auburn Hills
Auburn Hills is een plaats (city) in de Amerikaanse staat Michigan, en valt bestuurlijk gezien onder Oakland County.

## Demografie
Bij de volkstelling in 2000 werd het aantal inwoners vastgesteld op 19.837.
In 2006 is het aantal inwoners door het United States Census Bureau geschat op 20.986, een stijging van 1149 (5,8%).

## Geografie
Volgens het United States Census Bureau beslaat de plaats een oppervlakte van
43,0 km², geheel bestaande uit land.
Auburn Hills biedt plaats aan het wereldhoofdkwartier van het autobedrijf Chrysler en The Palace of Auburn Hills, de thuisbasis van het NBA-team Detroit Pistons.

## Plaatsen in de nabije omgeving
De onderstaande figuur toont nabijgelegen plaatsen in een straal van 12 km rond Auburn Hills.